# Guerra de Cevenes
La guerra de Cevenes o de guerra dels camisards (protestants) fou un sollevament pagès protestant que va tenir lloc a Cevenes i Baix-Llenguadoc (França) sota el regnat de Lluís XIV. L'origen de la revolta començà amb la revocació de l'Edicte de Nantes. L'edicte, que permetia que les dues confessions confrontades a l'època per la reforma luterana i calvinista poguessin conviure lliurement sense persecucions, va ser el resultat de les guerres de religió de França. El rei era catòlic i va decidir eliminar els protestants.